# Mata (Brazylia)
Mata – miasto i gmina w Brazylii, w stanie Rio Grande do Sul. Znajduje się w mezoregionie Centro Ocidental Rio-Grandense i mikroregionie Santa Maria.